# Камень Туруа
Камень Туруа — один из памятников кельтского визуального искусства. Он представляет собой гранитный камень, декорированный в раннем кельтском стиле. Он был найден в населённом пункте Буллаун, который расположен в графстве Голуэй на территории Ирландии.
В настоящее время камень расположен на газоне напротив дома Туруа, за оградой для скота. Его высота достигает трёх футов.

## Характеристика и возможная интерпретация
Верхняя часть камня покрыта традиционными галльскими абстрактными узорами, выполненными в технике Ла Тене, тем самым он несколько напоминает другой подобный Камень Каслстрендж, обнаруженный в графстве Роскоммон. Концентрические спирали в технике Ла Тене выгравированы в горельефе на глубине около трёх сантиметров. Некоторые исследователи высказывают предположения, что горельефный декор на камне Туруа является специфической примитивной сакральной имитацией карты конкретного участка или даже земного шара. Иногда узор интерпретируют как фаллический. Что касается тесьмы, то её, в свою очередь, представляется возможным альтернативно интерпретировать как крайнюю плоть. В данном случае концентрические спирали могут обозначать мужское семя. При этом форма камня также отдалённо напоминает фаллос, что позволяет относить его к памятникам эпохи фаллического культа у древних кельтов.

## Исторические данные
В последние годы XIX века этот камень был перенесён в местечко в трёх километрах от Буллауна на ферму Туруа, из загадочного лиоса — урочища волшебной силы согласно мифологическим представлениям жителей Ирландии, в котором он располагался на протяжении длительного времени. Судя по всему, возникла потребность в спасении ценного камня от актов вандализма, однако происхождение исторического памятника до сих пор остаётся неизвестным. Наиболее распространённая гипотеза среди историков кельтского искусства — теория о галльском происхождении камня, который был привезён в Ирландию с территории современной Франции. После этого в период кельтских междоусобиц, камень транспортировался как часть фамильного наследия с целью спасения его от военных разрушений. Что касается религиозной (сакральной функции), а также его обрядовой роли, то в данный момент это его предназначение установить достаточно сложно.
Изначальное месторасположение загадочного камня попытался установить искусствовед Джордж Коффи, опубликовавшем в 1904 году научное исследование (диссертацию) по теме техники Ла Тене, в котором высказал предположение о том, что камень был перенесён из каменного форта в поселении Фирвор.
В 2007 было предложено перенести камень из его тогдашнего местоположения в Лоуфри. В качестве аргументации подобного предложения прозвучало то, что камень может стать легко уязвимым. Тем не менее группа оппозиционеров во главе с Карлом Ноланом решительно отвергла подобного рода «посягательства» на священный камень.
Первоначальное местонахождение камня — вне местечка Фирвор, в трёх километрах от городища Буллаун. Было собрано достаточно данных, свидетельствующих о том, что камень раньше располагался на открытой местности ещё много веков до нашей эры, однако в связи с неизвестными обстоятельствами эта местность оказалась скрытой.